# Georg Meisel

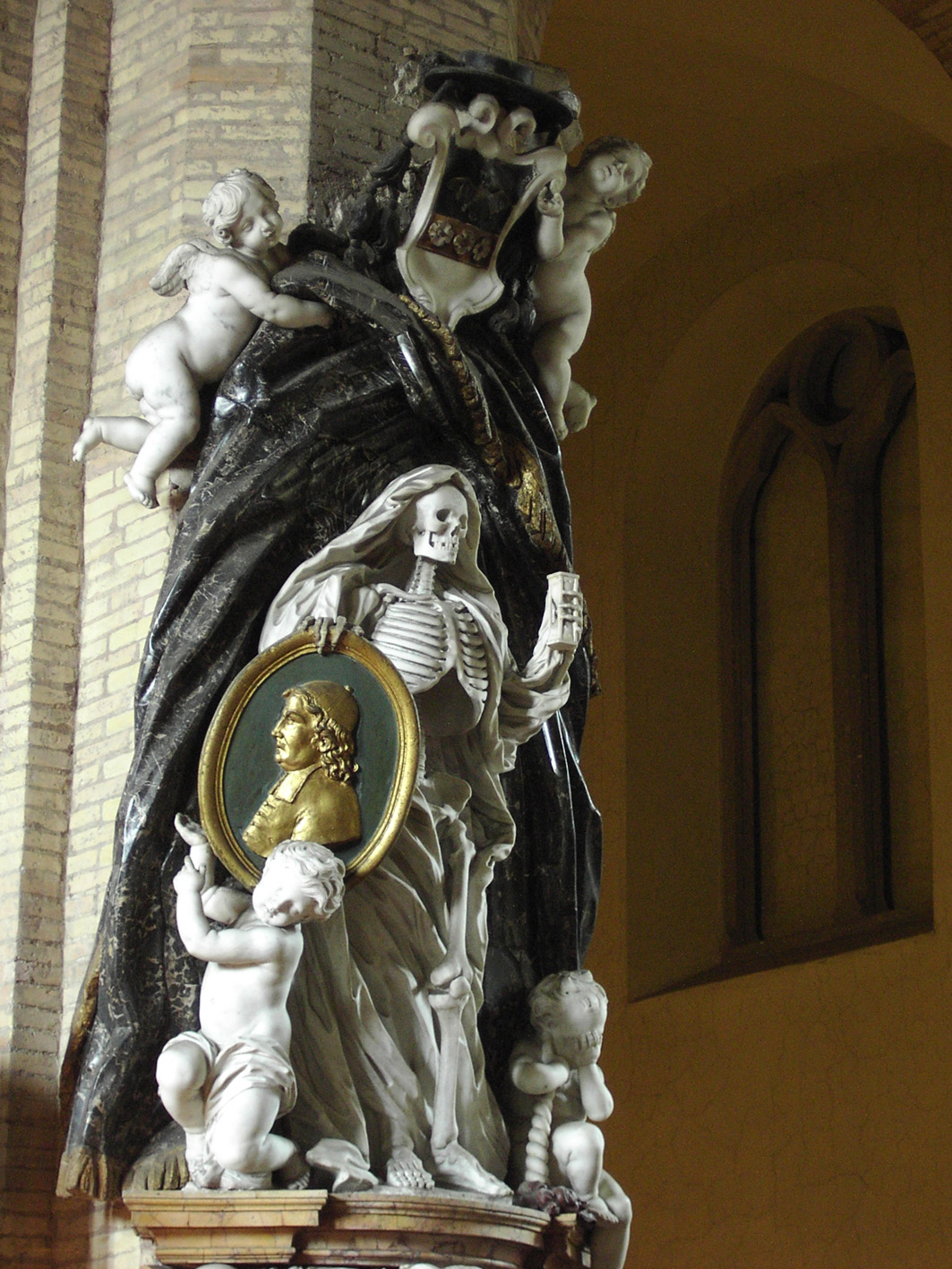
Epitaph des Prälaten Georg Meisel † 1710 in Gestalt eines memento mori, vollendet von Lorenzo Ottone

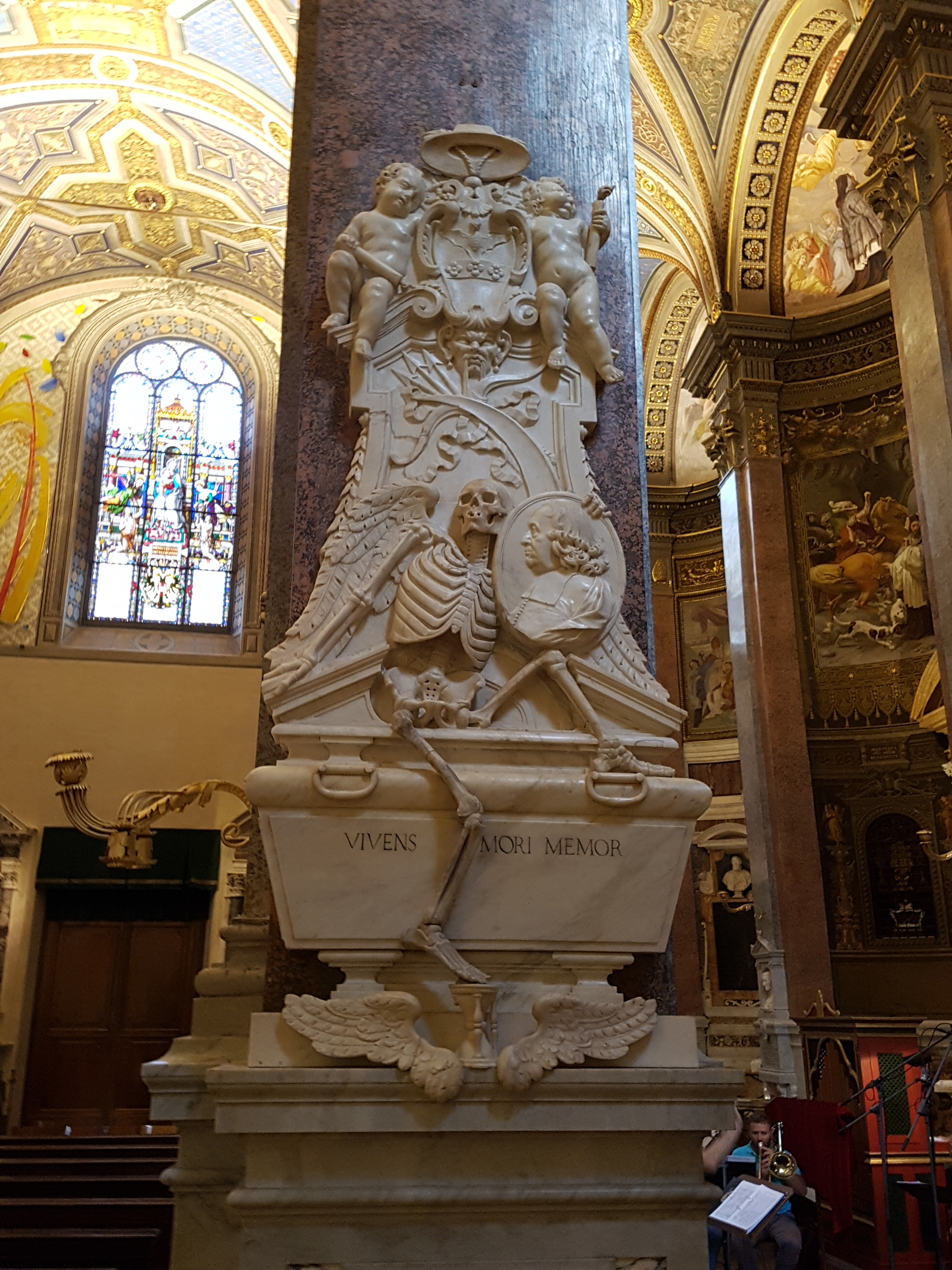
Kenotaph für Georg Meisel in Santa Maria dell’Anima

Georg Meisel  (* 1626 oder 1627 in Bamberg; † 8. Januar 1710 in Rom) war ein deutscher Prälat und päpstlicher Kammerherr.

## Leben
Meisel wurde 1626 oder 1627 als Sohn des Steuerschreibers Johann Meisel und dessen Ehefrau Ursula in Bamberg geboren. Er besuchte die Lateinschule (zusammen mit dem späteren Erzbischof Sebastian Knab, über den er im Informativprozess aussagte), wurde Kleriker, jedoch erst 1655 Priester, als er zum Kammerherrn Papst Alexanders VII. (Fabio Chigi) ernannt wurde, der erst im April den Papstthron bestiegen hatte.
Meisel gehörte damit zur familia des Papstes. Von 1666 bis 1667 war er „Clericus ultramontanus“ des Heiligen Kollegiums und hatte damit den Höhepunkt seiner kurialen Laufbahn erreicht. Diese beruhte offenbar auf seinem persönlichen Verhältnis zu Papst Alexander, den er wohl während dessen Aufenthalts als Nuntius in Deutschland kennengelernt und dessen Vertrauen er gewonnen hatte; wo und wie ist unklar. Möglicherweise kam die Verbindung über Lucas Holstenius zustande, den wichtigsten wissenschaftlichen Berater des Papstes.
In Rom gehörte Meisel dem Provisorenkollegium der dortigen Nationalkirche der Deutschen an, Santa Maria dell’Anima, wo er sich mit Erlaubnis des Kollegiums vom 30. August 1690 an einem Pfeiler ein (bis heute erhaltenes) Kenotaph mit der Inschrift „VIVENS MORI MEMOR“ errichten ließ. Begraben wurde er jedoch – 1697 mit zwei Amtskollegen wegen Fehlverhaltens aus dem Provisorenkollegium ausgeschlossen – in der Kirche Santa Maria della Pietà des Campo Santo Teutonico, dessen Erzbruderschaft er als Depositarius (Geldverwalter) gedient hatte. Der Campo-Santo-Kirche stiftete Meisel 1705 einen barocken Hochaltar, der – schon zur Zeit des Rektors Anton de Waal verstümmelt – in den 1970er-Jahren endgültig abgebrochen wurde. Am rechten Chorpfeiler erinnert noch heute ein barockes Epitaph an Meisel.

## Vermächtnis
Sein Wohnhaus am Vicolo del Babucci und sein Guthaben  bei der Bank des Monte di San Pietro hatte Meisel testamentarisch der Erzbruderschaft vermacht, ferner einige Reliquien. Finanziert werden aus den Erträgen sollten laut Verfügung Mitgiften (samt Brautkleid) für die Töchter der würdigsten Mitglieder der Erzbruderschaft und jährliche Seelenmessen für Meisel und seine Eltern. Finanziert aus dem Vermächtnis wurde aber auch der Prozess vor der Rota, den die deutschen Mitglieder der Erzbruderschaft führten, um die Töchter der flämischen und schweizerischen Mitglieder vom Empfang der Mitgiften auszuschließen. Prozesse deutscher Mitglieder untereinander setzten sich noch Jahrhunderte lang fort.